# In the Mansion of Loneliness
Pour plus de détails, voir Fiche technique et Distribution.
In the Mansion of Loneliness (littéralement : Dans le manoir de la solitude) est un film muet américain réalisé par Frank Cooley, sorti en 1915.

## Fiche technique
- Titre : In the Mansion of Loneliness
- Réalisation : Frank Cooley
- Scénario : J. Edward Hungerford
- Producteur :
- Société de production : American Film Manufacturing Company
- Société de distribution : Mutual Film
- Pays de production :  États-Unis
- Langue : film muet avec les intertitres en anglais
- Métrage : 300 m
- Format : Noir et blanc — 35 mm — 1,33:1 — Muet
- Genre : Comédie dramatique
- Durée : 10 minutes
- Date de sortie : 
  - États-Unis : 16 mars 1915

## Distribution
- Virginia Kirtley : Mme Lane
- Irving Cummings : M. Lane
- Joe Harris : M. Hendricks
- Teddy Lynch : Betty